# Tron: Örökség
A Tron: Örökség (Tron: Legacy) 2010-ben bemutatott amerikai tudományos-fantasztikus film, amely a Tron, avagy a számítógép lázadása (1982) című film folytatása. Az első filmhez hasonlóan Jeff Bridges alakítja Kevin Flynnt és Bruce Boxleitner alakítja Alan Bradleyt és Tront. A film főszereplőjét az ifjabb Flynnt, Garrett Hedlund személyesíti meg. A filmben még szerepet kapott Olivia Wilde, Beau Garrett, Michael Sheen és a Daft Punk is. A film zenéjét a Daft Punk együttes szerezte.

## Cselekmény
1989-ben Kevin Flynn (Jeff Bridges), az ENCOM cég elnöke eltűnik. 20 évvel később fia, Sam (Garrett Hedlund), aki a cég részvényesévé válik, némi érdeklődést mutat a cég iránt: minden évben megvicceli az igazgatóságot. Egy napon Samet meglátogatja apja régi barátja, Alan Bradley (Bruce Boxleitner), aki egy titokzatos jelzésre figyelt fel, amit a régi Flynn Játékteremből küldenek. A fiú rögtön a jel forrásának keresésére indul. Megtalálja apja régi laborját, és akaratán kívül a Rácsra transzportálja magát.
Samet elfogják, és a játék arénába viszik. Mikor Rinzlerrel mérkőzik, a program észreveszi, hogy Sam nem program, hanem egy felhasználó. Clu elé kerül, aki apja digitális másolata. Clu majdnem végez Sammel a Light Cycle játékban, de Quorra (Olivia Wilde) kimenekíti a fiút a játéktérről. Elviszi a Rács egy távoli részéhez, ahol apa és fiú újra találkozik. Sam megtudja, hogy apja azért tűnt el, mert Clu elárulta őt, legyőzte Tront és átvette az uralmat a rács felett. Clu kiirtotta az izomorfikus algoritmusokat (ISO-kat), amelyek ezernyi kérdésünkre adhattak volna választ. Úgy hitte, hogy ezek nem elég tökéletesek a rendszerhez. Amikor a portál bezárult, Flynn fogságba került, de mikor Sam bejutott, kinyitotta az átjárót.
A portálhoz vezető út veszélyes, ezért Sam segítséget kér Zusétól. Az End of Line klub tulajdonosa, Castor (Michael Sheen) azaz Zuse kiadja Samet Clu őrségének. Quorra és Flynn segíti ki Samet a szorult helyzetből, de Quorra megsebesül, és Zuse megszerzi Flynn lemezét. Ez a lemez mesterkulcsként működik, ezért Clu bármi áron meg akarja szerezni azt. Zuse megpróbál tárgyalni, de Clu elveszi a lemezt, és lerombolja a klubot.
Közben Flynnék felszállnak egy szállítóhajóra, ahol Flynn meggyógyítja Quorrát, az utolsó ISÓ-t. Mikor a hajó végállomására érkeznek, Quorra elfogatja magát Rinlerrel. Ekkor Flynn észreveszi, hogy Rinzler nem más, mint Tron átprogramozva. Clu csapatokat akar indítani a valóságos világ elfoglalására, hogy azt is „tökéletessé” alakítsa.
Sam megmenti Quorrát és Flynn lemezét is visszaszerzi. Felszáll a trió egy repülővel, de Clu és őrsége követi őket. Sam az ágyúval lelövi az őrséget, de Cluval nem bír. Az üldözés során Flynn és Rinzler egymás szemébe néz, ezzel visszahozva Rinzler eredeti egyéniségét, Tront. „A felhasználót védem,” mondja Tron, majd Clu ellen indul. Mindkettőjük gépe visszaalakul. Miközben zuhannak, Clu elveszi Tron tartalék botját, létrehoz egy új repülőt, és folytatja útját a portál felé. Amikor Sam, Flynn és Quorra a portálhoz érnek, Clu már vár rájuk. Flynn segít Samnek és Quorrának a kijutásban azzal, hogy újra egyesül Cluval. Az egyesülés hatalmas robbanással jár, de addigra Sam és Quorra már a való világba értek.
Visszatérve a Játékterembe, Sam elmenti a Rácsot a telefonjába. Találkozik Alannel és tudatja vele, hogy az ENCOM-nál fog dolgozni, és kinevezi őt ennek igazgatójává. Sam és Quorra motorra ülnek, és Sam megmutatja a lánynak a napfelkeltét, amit már oly' régóta szeretett volna látni.

## Visszhang
A kritika nem volt különösebben elragadtatva, a filmet nagyon látványos, de nagyon középszerű alkotásként könyvelték el, ahol ha nem valami látványos kaland történik rögtön leül a cselekmény. Ilyennek találták azokat a jeleneteket, ahol a szereplők dialógusokat folytatnak, mert azokat közhelyesnek, klisésnek érezték, miközben a film is szájbarágósan taglalja a kiszámítható, időnként gyerekes cselekményét. Kitértek arra is, hogy egy maga idejében megbukó filmnek célszerű volt-e 28 évvel később folytatást csinálni, miközben a világ informatikához való viszonya is gyökeresen megváltozott, a virtuális valóságokkal pedig sokkal korszerűbb felfogású filmek foglalkoznak, mint például a Mátrix vagy az Avatar.

## Folytatás
Szóba került a film folytatása is, de a munka megkezdésének ideje egyelőre bizonytalan.